# Porto di Bari
Il porto di Bari (in sigla BRI) è un'infrastruttura marittima sita in corrispondenza della città di Bari, in Puglia; il suo traffico è prevalentemente diretto verso la penisola balcanica e il Medio Oriente. Nel 2018 ha movimentato poco più di 1 milione di passeggeri su traghetti e circa 573.000 crocieristi.

## Il porto storico

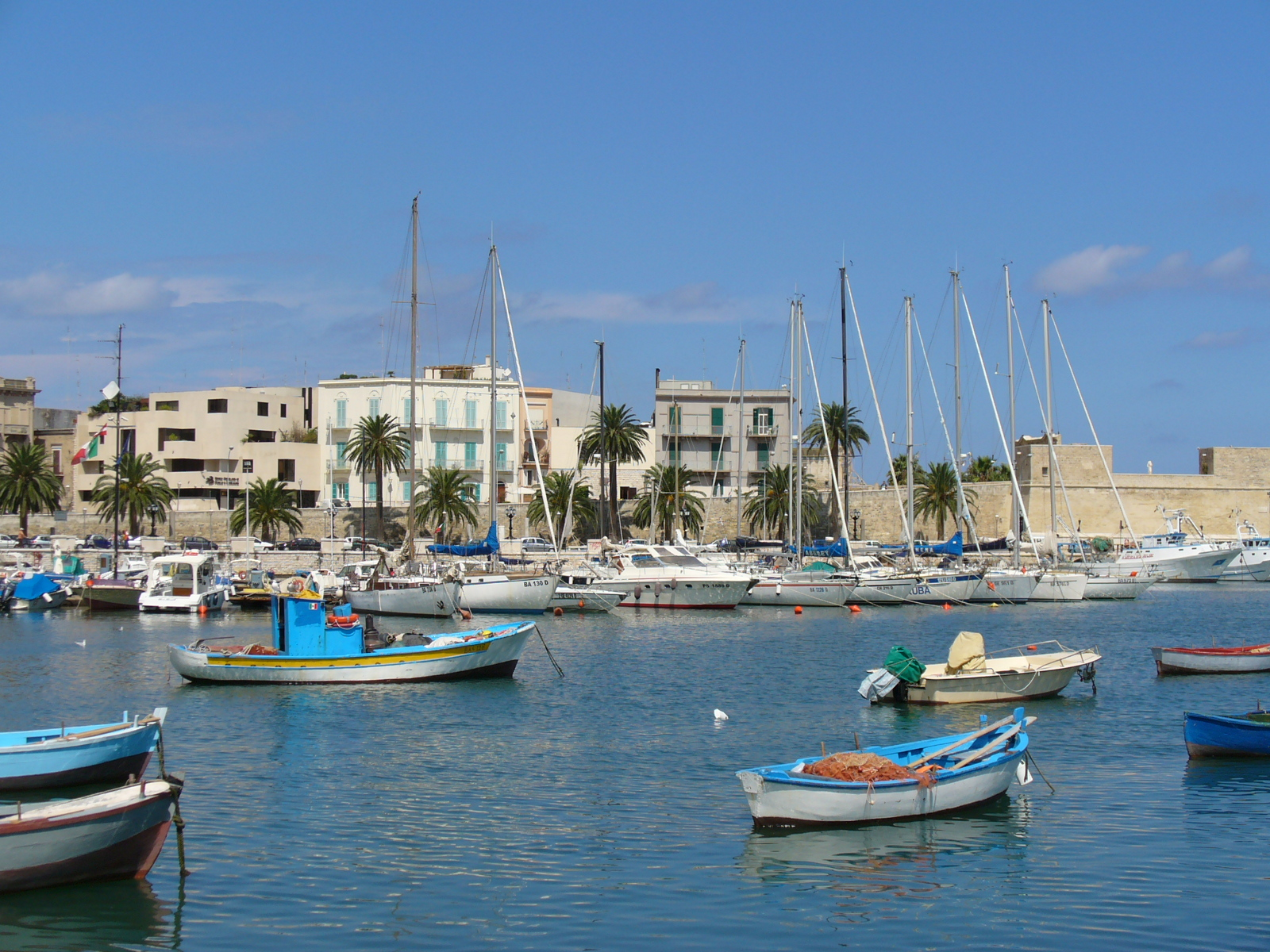
Vista del porto vecchio di Bari

Il porto storico è situato a sud ed è anch'esso prevalentemente a funzione commerciale. La parte settentrionale è composta dal molo Sant'Antonio, quella più meridionale dal molo San Nicola. I fondali di questa zona di porto sono profondi poco più di 2,5 metri. Il porto presenta 2 banchine destinate alla pesca, rispettivamente di 350 e 180 m con 180 punti di attracco.

## Il porto nuovo
Il porto nuovo, prevalentemente a funzione commerciale, è composto ad est da un grande molo foraneo e a ovest dal molo San Cataldo. All'interno dell'area portuale ci sono cinque bacini: Bacino Grande, Darsena di Ponente, Darsena di Levante, Darsena Vecchia e Darsena Interna. Il porto è aperto a NNW ed è esposto ai venti di tramontana e maestrale. I fondali variano da 3 a 12 m e consentono l'ormeggio di navi sia commerciali che passeggeri delle dimensioni di oltre 300 metri di lunghezza. All'interno del porto nuovo di Bari sono disponibili servizi di assistenza tecnica e rifornimento carburanti per imbarcazioni da diporto.
Nello specifico:
| Denominazione                                      | Numero ormeggio | Lunghezza (m) | Profondità (m) | Destinazione accosto                                                   |
| -------------------------------------------------- | --------------- | ------------- | -------------- | ---------------------------------------------------------------------- |
| Molo San Vito                                      | 1               | 95            | 5,00           | Traghetti con destinazione extra Schengen                              |
| Molo San Vito                                      | 2               | 120           | 6,00           | Traghetti con destinazione extra Schengen                              |
| Molo San Vito                                      | 3               | 165           | 7,00           | Traghetti con destinazione extra Schengen                              |
| Molo San Vito                                      | 4               | 95            | 6,00           | Traghetti con destinazione extra Schengen                              |
| Banchina dogana                                    | 4a              | 86            | 4,50           | Traghetti con destinazione extra Schengen                              |
| Banchina dogana                                    | 4b              | 100           | 4,50           | Traghetti con destinazione extra Schengen                              |
| Banchina capitaneria                               | 5               | 70            | 4,50           | Traghetti con destinazione extra Schengen                              |
| Banchina capitaneria                               | 6               | 230           | 7,00           | Traghetti con destinazione extra Schengen                              |
| Banchina capitaneria                               | 7               | 75            | 5,50           | Traghetti con destinazione extra Schengen                              |
| Vecchio molo foraneo                               | 8 - 9           | 380           | 6,00           | Mezzi nautici, Rimorchiatori, ormeggiatori, piloti e imbarcazioni VV.F |
| Darsena di ponente                                 | 10              | 245           | 11,50          | Traghetti con destinazione Schengen e navi da crociera                 |
| Darsena di ponente                                 | 11              | 300           | 11,50          | Traghetti con destinazione Schengen e navi da crociera                 |
| Molo di ridosso                                    | 12              | 297           | 9,00           | Traghetti con destinazione Schengen e navi da crociera                 |
| Molo di ridosso                                    | 12bis           | 60            | 9,00           | Traghetti con destinazione Schengen e navi da crociera                 |
| Banchina F.lli Tatarella                           | 13 - 14         | 297           | 9,00           | Navi da crociera                                                       |
| Banchina Mezzogiorno                               | 15              | 170           | 9,00           | Navi da carico                                                         |
| Banchina di Levante - I Braccio Nuovo molo foraneo | 16              | 130           | 9,00           | Navi da carico                                                         |
| Banchina di Levante - I Braccio Nuovo molo foraneo | 17              | 160           | 11,00          | Navi da carico                                                         |
| Banchina di Levante - I Braccio Nuovo molo foraneo | 18              | 170           | 11,50          | Navi da carico                                                         |
| II Braccio Nuovo molo foraneo                      | 19a             | 110           | 9,00           | Navi da carico                                                         |
| II Braccio Nuovo molo foraneo                      | 19b             | n. d.         | n. d.          | Navi da carico                                                         |
| II Braccio Nuovo molo foraneo                      | 20              | 100           | 9,00           | Navi da carico                                                         |
| II Braccio Nuovo molo foraneo                      | 21              | 125           | 12,00          | Navi da carico                                                         |
| II Braccio Nuovo molo foraneo                      | 22              | 100           | 12,00          | Navi da carico                                                         |
| II Braccio Nuovo molo foraneo                      | 23              | 85            | 12,00          | Navi da carico                                                         |

### Lavori in atto
Nel porto barese attualmente sono in corso diversi lavori di ristrutturazione ed ampliamento (tra le più importanti, il completamento della colmata di Marisabella) finanziati dal Ministero delle infrastrutture e dei trasporti e realizzati dall'Autorità di Sistema Portuale del Mare Adriatico Meridionale (subentrata all'Autorità Portuale del Levante) che è l'Ente individuato dalla legge per la gestione ed amministrazione del demanio marittimo ed il controllo ed autorizzazione di tutte le attività svolte dai privati nell'ambito portuale. Il progetto dei lavori è incentrato al miglioramento dei servizi e dei controlli di frontiera e ad un forte potenziamento infrastrutturale.
La realizzazione di una nuova arteria di collegamento con l'Autostrada Adriatica.

## Le attività del porto

### Collegamenti di linea
Albania
- Durazzo con Ventouris Ferries, Adria Ferries e Grandi Navi Veloci[7]

 Croazia
- Ragusa con Jadrolinija
- Spalato con Jadrolinija

 Grecia
- Igoumenitsa con Superfast Ferries e Ventouris Ferries
- Corfù con Superfast Ferries e Ventouris Ferries
- Patrasso con Superfast Ferries
- Cefalonia con Ventouris Ferries

### Collegamenti merci Ro-Ro
Italia
- Venezia con Grimaldi Lines
- Trieste con DFDS e Ekol Logistics

 Grecia
- Patrasso con Grimaldi Lines

 Turchia
- Yalova con DFDS

### Crociere
Negli ultimi anni il Porto di Bari ha aumentato i traffici passeggeri legati alle crociere. Infatti a cavallo fra il vecchio e il nuovo secolo è avvenuta la costruzione del terminal crociere presso la banchina dedicata ai fratelli Giuseppe e Salvatore Tatarella. In caso di navi maggiori di 290 m circa, è stata allestita presso la darsena di ponente una seconda area per accogliere i passeggeri appena sbarcati.
Le compagnie di crociere che hanno transitato o che vi transitano tuttora sono:
- AIDA Cruises
- Costa Crociere
- MSC Crociere
- Phoenix Reisen
- Celebrity Cruises
- Royal Caribbean International
- TUI Cruises

### Il porto commerciale
Le molteplici funzioni operative del porto di Bari possono contare su banchine attrezzate per la movimentazione di ogni tipo di merce e su una eccellente rete di collegamenti con ogni modalità di trasporto. Anche grazie a tali caratteristiche il Porto di Bari è stato incluso nelle reti TEN-T dall'Unione europea come porto core del corridoio Helsinki-La Valletta. Attraverso il Porto di Bari è possibile esportare ed importare merci verso/da ogni parte del mondo grazie alla presenza di una linea container della MSC collegata con il porto hub di Gioia Tauro.

## Interruzione dei collegamenti a causa della Pandemia di COVID-19 del 2020
Dal 10 marzo al 22 giugno, i collegamenti tra Italia ed Albania, sono stati riservati esclusivamente alle merci. Tale decisione, presa dal ministro delle infrastrutture albanesi, Belinda Balluku è scaturita in seguito alle misure restrittive prese dal governo italiano per contrastare la diffusione dell'epidemia Covid-19. Dal 22 giugno, le disposizioni sono state allentate, consentendo per prima lo spostamento ai cittadini albanesi con residenza permanente in Italia e successivamente (dal 1 luglio) la riapertura dei confini.
Analoghi provvedimenti sono stati presi anche dai governi della Grecia, Croazia e Montenegro.
Sul fronte crociere, sono stati annullati tutti gli scali precedentemente programmati dal 29 marzo al 7 settembre.

## Mobilità
All'interno del porto, è assicurato un servizio gratuito di navette che collegano l'ansa di Marisabella con la Stazione Marittima ed il Terminal Crociere.
Dall'esterno, il porto è raggiungibile dalle strade:
- Bologna - Taranto Uscita Bari Nord
- Strada statale 16 Adriatica Uscita 4 Bari Via Napoli

Tramite autobus:
- Linea circolare 50 dell'AMTAB Stazione Bari Centrale (Piazza Moro) - Porto di Bari (Varco Dogana - Terminal Crociere)

Infine, è possibile raggiungere il centro città mediante taxi grazie alle postazioni presenti al terminal crociere e alla stazione marittima.